# Людські жертвоприношення мая

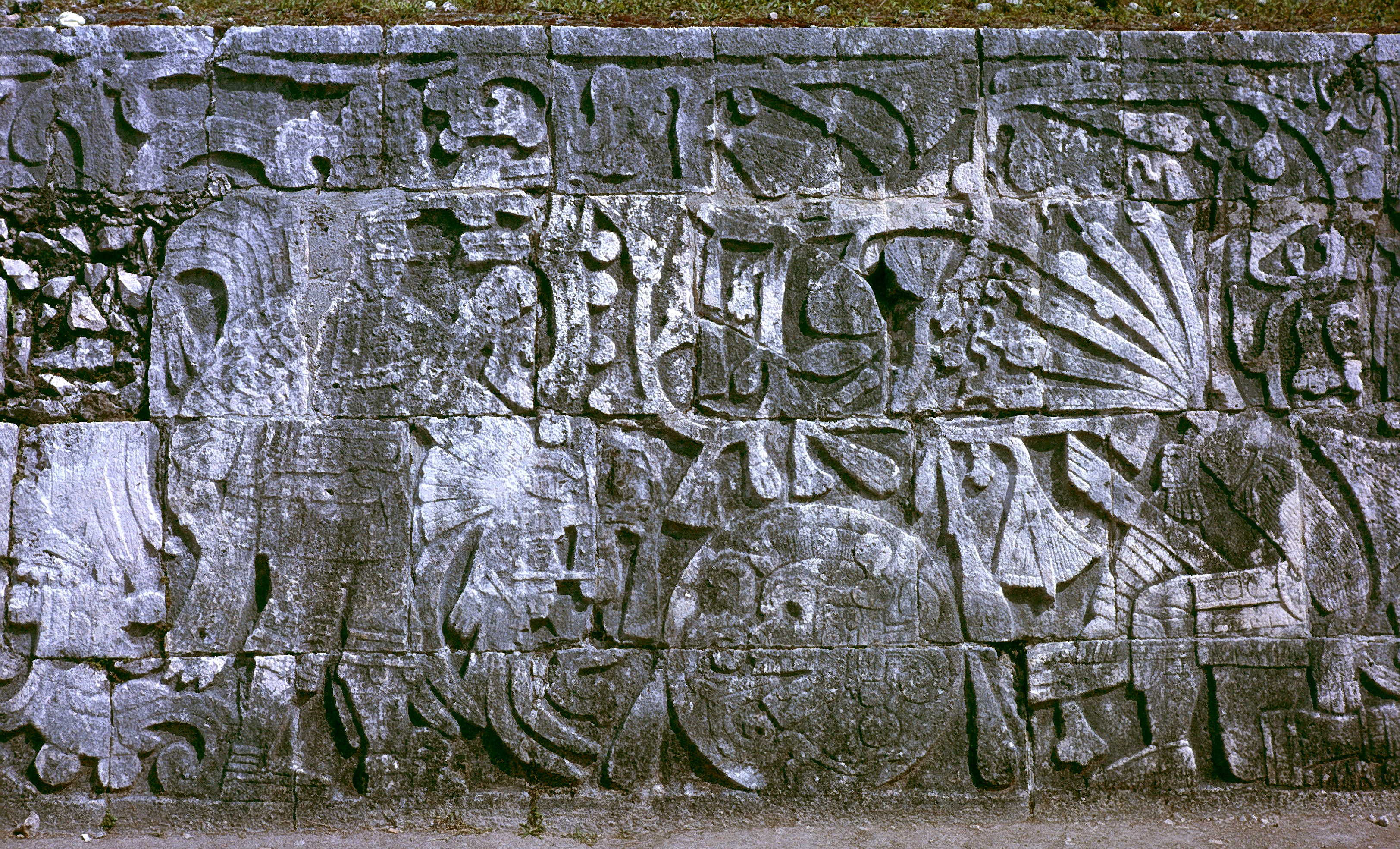
Сцена жертвоприношення. Рельєф з Великого стадіону. Чичен-Іца

Людські жертвоприношення мая — важлива складова ритуалів і культу та філософії мая. Обумовлювалося міфологічними уявленнями. Жертви приносилися з метою забезпечити добробут богів, а також розглядалися як своєрідний посланець до них.

## Причини
Маянські жертвопринесення є наслідком релігійних поглядів. З плином часу оформилося деякі обряди, проведення яких вимагало людських жертв. Спочатку існувала молитва, згодом вона перетворилося в принесення різних жертв, зокрема людських. В уявлення давніх мая: молитва і жертва різні форми звернення до божеств. Жертвоприношення згодом змінювалося — за своєю ритуально-обрядовою формою, а також за мотивами їх здійснення.
Принести людини в жертву на думку стародавніх мая було не теж саме, що просте вбивство. Людину обрали для такої великої мети, як умилостивити всемогутніх богів. При цьому вважалося, що до богів потрапляє одна із сутностей людини — душа-дихання (nulei). Водночас людська жертва сприймалася як плата, подяка богам за створення життя, необхідна для підтримки стабільного існування всесвіту.
В класичний період здійснення жертв мало підтвердити могутність та силу держави і її царя. При цьому останній через жертви намагався отримати у богів подальше покровительство над собою і своїм родом. У післякласичний період переважно відійшли від цих мотивів, основними стали переважно побутові — здоров'я, викликання дощу, сприяння у справах, лікування та ін.
Створення образу мая як жорстоких і холоднокровних убивць сприяв іспанських чернець і хроніст Дієго де Ланда, який залишив докладний опис обряду, в ході якого людину приносили в жертву богам.

## Історія
У класичний період здійснювалися на честь сходження володаря на трон, перемоги, визначних «ювілейних» дат (к'атунів і б'актунів), освячення великих храмів. Більшість жертв, насамперед були знатними військовополоненими (рідше навіть ахавами-царями). Під час одного ритуалу в жертву приносили 1 або декілька людей — скільки вдалося захопити. Втім з огляду на те, що воювали мая досить часто, то й людські жертвоприношення здійснювалися частіше (у відповідності скільки успішних походів протягом року було здійснено).
При цьому мая не часто зображували сцени людських жертвоприношень в своїх кодексах, на стелах, рельєфах та малій пластиці. Вони відомі з Мадридського кодексу, з декількох десятків посудин, незначної частини предметів дрібної пластики. Зображення «обрядової жертву» через ієрогліфи має передавали у вигляді подвоєного знака: перша частина — мертвий птах, а друга зображує схиленого, знесиленого бранця, готового до принесення в жертву.
Практика жертвоприношень дещо розширилася в післякласичний період. Це було пов'язано зі значним впливом центрально-мексиканських традицій, зокрема на Юкатані (Чичен-Іца, Маяпан, Ушмаль). При цьому з'являється деяка спеціалізація жертв за богами: карликів присвячували богу сонця і час від часу приносили їх йому в жертву з незрозумілих причин. У XV ст. жертвопринесення особливо посилилися, вони також супроводжувалися колективним кровопусканням та каннібалізмом.

## Характер
Здійснювали обряди з принесення людей у жертву спеціальні або верховні жерці. Так, у післякласичний період на Юкатані цим видом ритуалів зазвичай займалися накоми (або накоми), у мая-какчикелей — призначався окремо верховний жрець, що займався виключно обрядами жертвопринесень.
Церемонії передував піст жерців та утримання від статевих зв'язків. Оскільки, на думку мая, вона містилася у серці, то його потрібно якнайшвидше вирвати й піднести до ідола, який є уособленням божества. Након власне виконував технічні моменти (йому допомагали 4 жерці-чаки, що тримали жертву), після цього передавав серце верховному жерцю (ах-кін-маю або ахав-кан-маю), який вкладав серце в губи ідола. Все це супроводжувалося піснями та танцями, а завершувалося бенкетом. Тіла жертв ховали у спеціальних склепах або підземних камерах у священних місцях.
Одна з таких сцен представлена на кубку для какао з царства Ік' 731 року (темна рідина какао у мая асоціювалася з кров'ю): на переносному троні сидить ахав Тайєль-Чан-К'ініч, що споглядає за ритуалом. Тіло бранця розпростерто на кам'яному вівтарі поруч з невеликою стелою, на яку поверх паперу з кори фікуса поклали його відрубану голову. На площах багатьох стародавніх міст мая археологи знаходять кам'яні стели і встановлені поруч з ними вівтарі. Як зазначає відомий американський дослідник Девід Стюарт, судячи по зображенню на цій та деяких інших вазах, стели з вівтарем використовувалися для здійснення людських жертвоприношень. Зліва від жертви стоять двоє огрядних учасників дійства в одіянні і масках фантастичних тварин з червоними шарфами поверх. Схожі персонажі зустрічаються на інших вазах. Часто у вигляді таких кігтистих фігур з червоними шарфами зображувалися вахй — зловісні духи, які перебували під владою маянських володарів і за їх волею викликали у ворогів різні хвороби.
У післякласичний період людей обмазували синьою фарбою, потім жерці наставляли їх у тому, що вони мають передати богам при зустрічі, після чого їх гуртом тягли на вершини пірамід, де жертвам відрубували руки та ноги, виривали серця (зрошуючи їхньою живою кров'ю чергові зображення своїх богів). У зідраних зі ще теплих тіл шкірах жерці виконували на очах підданих ритуальні танці. Рештки нещасних спалювали на переносних вівтарях — «жаровнях» мох (якщо за життя небіжчик був маловиразною людиною) або з'їдали (якщо загиблий був мужнім вояком).
Також ритуальні жертвоприношення бранців здійснювалися на «стадіонах» — майданчиках ігри у м'яч після завершення самої гри. Про зв'язок цієї гри та людських жертвоприношень свідчать панелі стадіонів Чичен-Іци та епос кіче Пополь-Вух. При цьому стає відомий інший спосіб принесення у жертву — через відрубання голови. Так, у Чичен-Іці присутня сцена обезголовлювання гравця, що дає привід дослідникам припустити, що жертвою став «капітан» команди, проте наскільки масовий характер мала подібна практика залишається невідомим. Археологи поки не виявили масових поховань, пов'язаних з грою в м'яч, так що, цілком ймовірно, жертвопринесення були, але носили поодинокий характер. Найвідомішим випадком такого способу принесення жертву є принесення у жертву Вашаклахуун-Уб'аах-К'авііля, ахава Шукуупа у 738 році.
Як засіб принесення у жертву застосовувалося стрільба з луку та кидання дротиків у бранця, прив'язаного до стовба. Цього присвячена одна з пісень-вірші зі збірки Цітбальче та танок школомче. Про останній йдеться в іспанського хроніста Дієго де Ланди та в драмі народу кіче Рабіналь-ачі.
Своєрідним жертвопринесенням було ритуальне самогубство (ch'akba'), коли доброволець перерізав собі сонну артерію. В цьому відбувалося повторення міфу з Пополь-вуха, коли брати-герої собі відрубали голови. Зцени ритуального самогубства зустрічають в Сейбалі, Паленке, Кіріґуа.
Існував безкровний спосіб принесення жертв. Яскравим прикладом його є Священний сенот («Колодязь жертв», куди живцем скидували людей як дар або посланців для бога Чака. Перші згадки про нього відносяться до XII ст. за часи правління тольтеків. Тому існують теорію, що деякі інші (особливов еликі сеноти) мая використовували з тією ж метою.
Іншим засобом було закриття живої людини у підземною приміщенні, де вона з часом гинула від спраги та голоду. Віра в щасливе життя, яке їх чекало, а також численні хвороби або труднощі призводили до того, що самі мешканці місцин просили жерців прийняти їх як таких живих жертв.

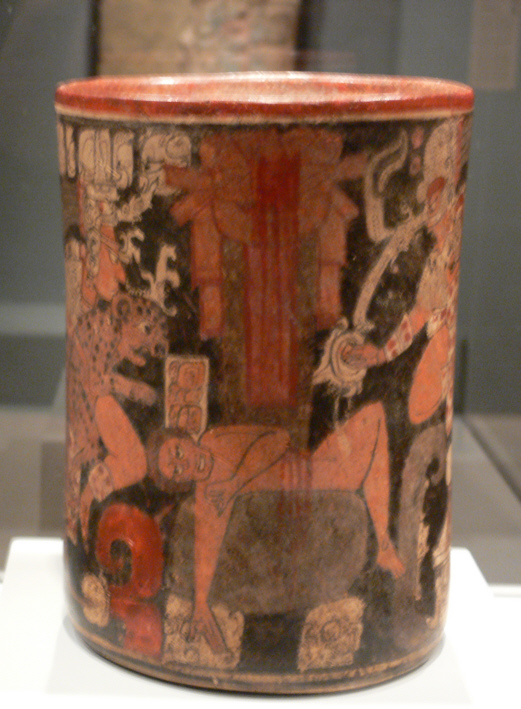
Ваза з царства Ік' зі сценою жертвопринесення
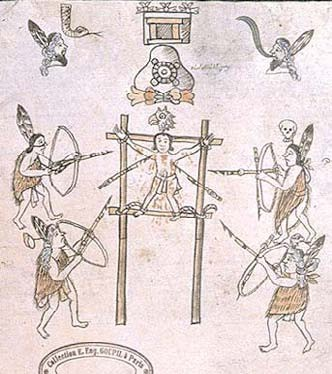
Жертвопринесення за допомогою стріл і дротиків
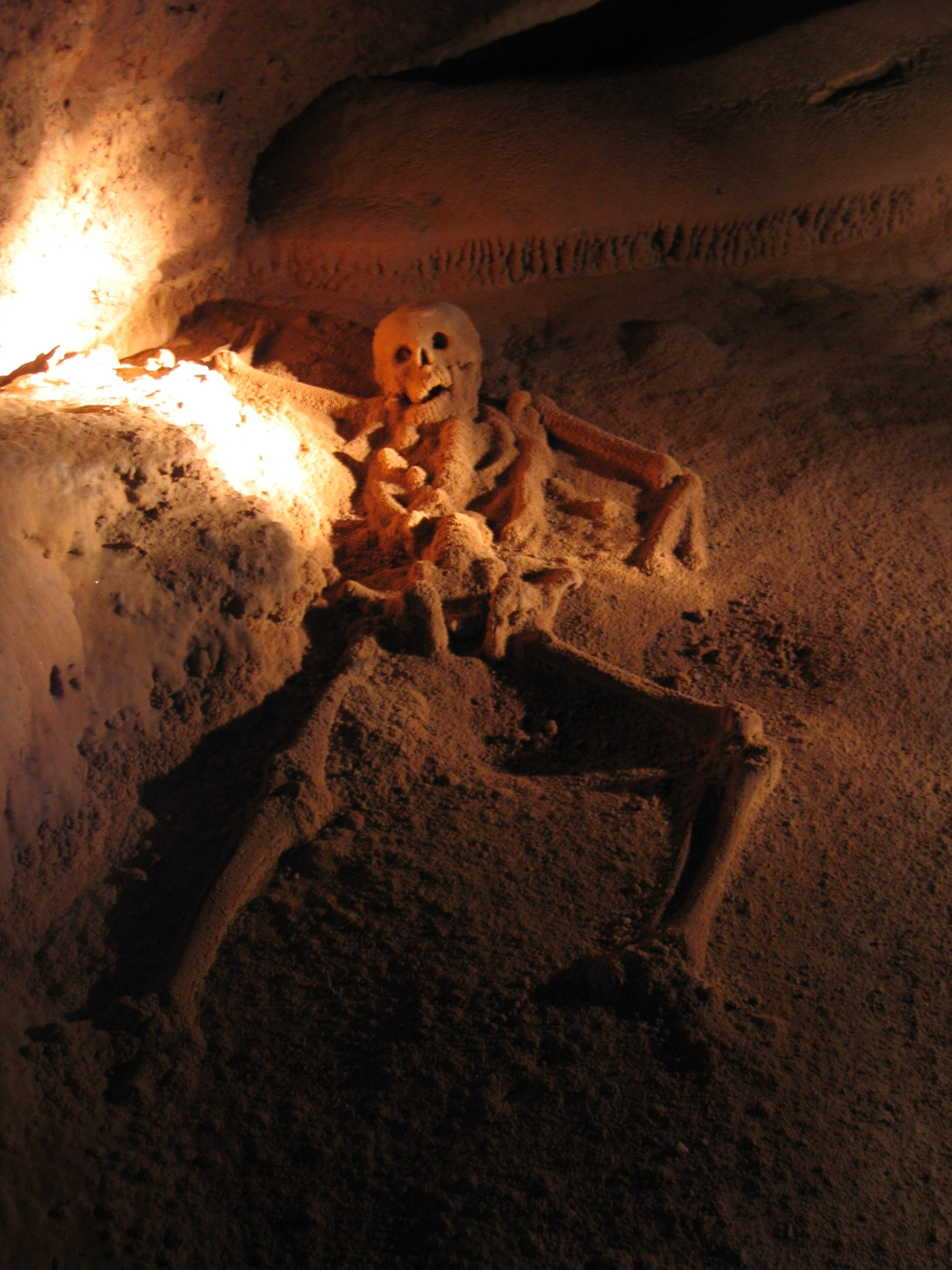
Рештки жертви з Актун-Тунічіль-Мукнал
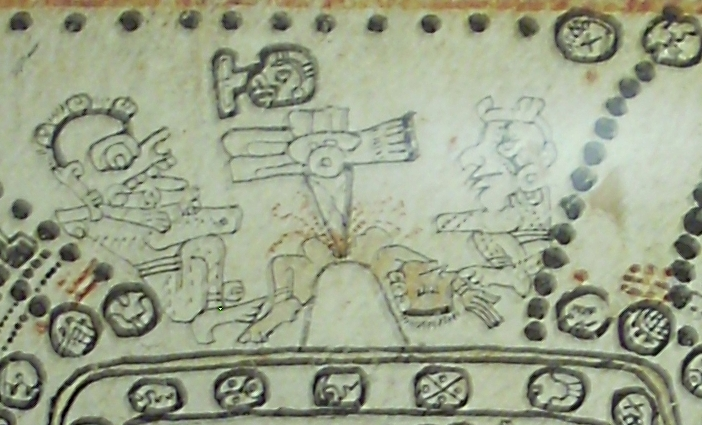
Жертвопринесення. Мадридський кодекс